# Rhachisphora sanhsianensis
Rhachisphora sanhsianensis là một loài côn trùng cánh nửa trong họ Aleyrodidae, phân họ Aleyrodinae.
Rhachisphora sanhsianensis được Ko in Ko, Hsu & Wu miêu tả khoa học đầu tiên năm 1992.